# Caio Calpúrnio Pisão (cônsul em 180 a.C.)
Caio Calpúrnio Pisão (m. 180 a.C.; em latim: Caius Calpurnius Piso) foi um político da gente Calpúrnia da República Romana eleito cônsul em 180 a.C. com Aulo Postúmio Albino Lusco. Morreu durante o mandato e foi substituído pelo cônsul sufecto Quinto Fúlvio Flaco. Era filho de Caio Calpúrnio Pisão, que foi pretor em 211 a.C..

## Primeiros anos
Segundo o pai, foi nomeado pretor em 186 a.C. e recebeu a Hispânia Ulterior como província, onde permaneceu por dois anos. Ao retornar a Roma, foi-lhe concedido um triunfo por suas vitórias contra lusitanos e celtiberos.
Em 181 a.C. foi um triúnviro coloniis deducendis com Públio Cláudio Pulcro e Caio Terêncio Istra com a missão de fundar uma colônia romana na Etrúria.

## Consulado (180 a.C.)
Foi eleito cônsul em 180 a.C. com Aulo Postúmio Albino Lusco, mas morreu no mesmo ano durante uma epidemia que varreu a cidade de Roma, mas rumores na época indicavam que ele teria sido envenenado por sua esposa, Quarta Hostília, pois foi escolhido como cônsul sufecto o seu enteado, Quinto Fúlvio Flaco, que já havia tentado várias vezes a sua eleição aos cargos mais altos da magistratura sem sucesso.